# إبراهيم بن عبد الرحمن بن عوف
أبو إسحاق إبراهيم بن عبد الرحمن بن عوف (21 هـ - 96 هـ) تابعي، وأحد رواة الحديث النبوي، وابن الصحابي عبد الرحمن بن عوف أحد العشرة المبشرين بالجنة.

## نسبه وسيرته
إبراهيم بن عبد الرحمن المُكنّى بأبي إسحاق أو أبو محمد أو أبو عبد الله هو ابن عبد الرحمن بن عوف بن عبد عوف بن الحارث من بني زُهرة بن كلاب أخوال النبي محمد، وأمه أم كلثوم بنت عقبة بن أبي معيط أخت عثمان بن عفان لأمه.
كان إبراهيم من المدافعين عن عثمان بن عفان حين حوصر في داره. وقد اختُلف في سنة وفاته، فقيل توفي سنة 95 هـ أو 96 هـ أو 76 هـ وهو ابن 75 سنة.
وقد أنجب إبراهيم من الولد قرير وأم القاسم والشفاء الكبرى وأمهم أم القاسم بنت سعد بن أبي وقاص، وعمر والمسور وسعد وصالح وزكرياء وأم عمرو وأمهم أم كلثوم بنت سعد بن أبي وقاص، وعتيق وحفصة وأمهما ابنة مطيع بن الأسود بن حارثة العدوي، وإسحاق وأمه ابنة عمه أم موسى بنت عبد الله بن عوف الزهري، وعثمان وأمه عليا بنت معروف بن عامر بن خرنق، وهود والشفاء الصغرى والزبير وأم عباد وأم عمرو الصغرى والوليد وأمهاتهم أمهات أولاد.

## روايته للحديث النبوي
- روى عن: أبيه عبد الرحمن بن عوف وعمر بن الخطاب وعثمان بن عفان وعلي بن أبي طالب وسعد بن أبي وقاص وعمار بن ياسر وجبير بن مطعم[1] وصهيب الرومي وطلحة بن عبيد الله وأبي سروعة عقبة بن الحارث وعمرو بن العاص وأبي بكرة الثقفي وأمه أم كلثوم بنت عقبة بن أبي معيط.[2]
- روى عنه: ابناه صالح وسعد القاضي وعطاء بن أبي رباح وابن شهاب الزهري ومحمد بن عمرو بن علقمة.[1][2]
- الجرح والتعديل: قال يعقوب بن شيبة: «يعد في الطبقة الأولى من التابعين، وكان ثقة»،[2] وقد عدّه النسائي في الثقات،[1] ووثّقه العجلي،[2] وروى له الجماعة ما عدا الترمذي.[2]